# Els Cacos
Els Cacos són uns estanyets que es troben en el terme municipal de la Vall de Boí, a la comarca de l'Alta Ribagorça, i dins del Parc Nacional d'Aigüestortes i Estany de Sant Maurici.

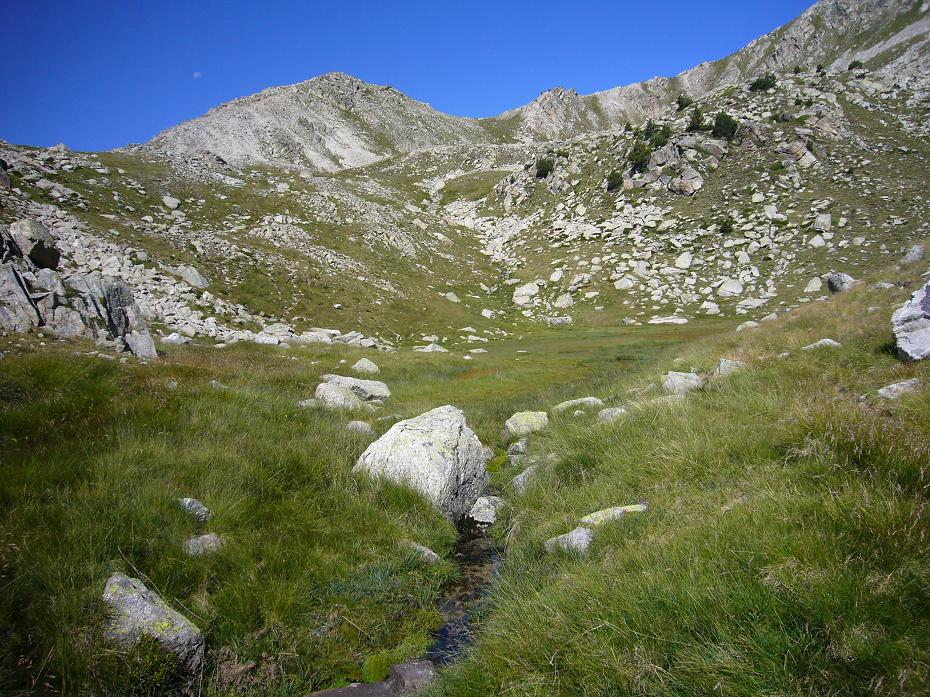
Els Cacos, primer pla; Tuc i Collada de Coll Arenós, al fons.

«El nom prové de "caccabos", olles».
Els estanys estan situats a uns 2.450 metres d'altitud, dins de la zona d'Aigüissi, al vessant est de Coll Arenós. És una zona amb molts clots plens d'aigua.

## Rutes
Des de l'Estany de Sarradé: anant a buscar el Colladó d'Aigüissi, primer; i el Coll Arenós, després.